# Palestijnse gebieden

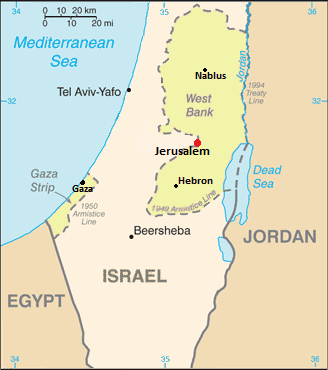
De Palestijnse gebieden met de Groene Lijn

De Palestijnse gebieden of de door Israël bezette Palestijnse gebieden is de  naam voor de gezamenlijke Gazastrook en Westelijke Jordaanoever, inclusief Oost-Jeruzalem, die sinds 1994 samen de staat Palestina vormen. De gebieden staan sinds de Zesdaagse Oorlog van 1967 grotendeels onder militaire controle van Israël. De Gazastrook grenst aan Israël en Egypte en heeft een kust aan de Middellandse Zee. De Westelijke Jordaanoever grenst aan Israël, en in het oosten aan Jordanië met als grens de rivier de Jordaan en de Dode Zee.
Het bestuur over de gebieden ligt in handen van de Palestijnse Autoriteit, in Gaza sinds de parlementsverkiezingen van 2006 primair door de politieke tak van Hamas. Sinds de stichting van de staat Israël in het mandaatgebied Palestina ontwikkelde de strijd om de soevereiniteit van het gebied zich tot een langdurig conflict tussen Israël en Palestina.
De regio Palestina en de Levant zijn historisch-geografische namen voor het deel van Zuidwest-Azië, in het Midden-Oosten waar de staat Palestina tegenwoordig in ligt.

## Naam
Het Internationaal Gerechtshof in Den Haag noemde de gebieden in haar adviezen in 2004 en 2024 the occupied Palestinian territory (de 'bezette Palestijnse gebieden')  . Andere internationale organisaties noemen de gebieden ook zo, waaronder de Europese Unie. Sinds 2012, toen Palestina door de Verenigde Naties VN werd toegelaten als een van de niet-lidstaten die als waarnemer optreden, noemt de VN het de staat Palestina om de politieke entiteit te beschrijven, 
maar blijft de aanduiding 'bezette Palestijnse gebieden' gebruiken om het gebied te beschrijven. De Israëlische regering noemt de gebieden 'betwiste gebieden'.